# Uniola condensata
Uniola condensata là một loài cỏ thuộc họ Poaceae.
Loài này chỉ có ở Ecuador.